# Võ Văn Đủ
Võ Văn Đủ (sinh 5 tháng 10 năm 1956 tại xã Sơn Thủy, huyện Lệ Thủy, tỉnh Quảng Bình) là một Thiếu tướng Công an nhân dân Việt Nam, nguyên Giám đốc Công an tỉnh Đắk Nông .

## Sự nghiệp
Năm 1979, sau khi tốt nghiệp Học viện An ninh nhân dân, Võ Văn Đủ được phân công công tác ở Tây Nguyên.
Thiếu tướng Võ Văn Đủ được trao quyết định nghỉ công tác chờ nghỉ hưu kể từ ngày 1 tháng 11 năm 2016.